# Венера-5
«Венера-5» — автоматична міжпланетна станція (АМС), призначена для дослідження планети Венера.

## Технічна характеристика
- Дата старту 5 січня 1969 року 9 годин 28 хвилин 7,927 секунди київського часу
- Ракета-носій: «Молнія-М» з розгінним блоком ВЛ
- Маса КА: 1130 кг
- Маса апарата приземлення: 410 кг

## Склад наукової апаратури

### Орбітальний апарат
- прилад КС-18-3М для вивчення потоків космічних часток
- прилад ЛА-2У для визначення розподілу кисню і водню в атмосфері планети.

### Апарат приземлення
- датчики тиску типу МДДА-А для вимірювання тиску атмосфери в діапазоні від 100 до 30 000 мм рт. ст. (0,13-40 атм)
- газоаналізатори Г-8 для визначення хімічного складу атмосфери
- прилад ВИП для визначення густини атмосфери по висоті.
- ФО-69 для вимірювання освітленості в атмосфері
- ИС-164Д для визначення температури атмосфери по висоті.

## Підготовка космічної експедиції
Автоматична міжпланетна станція (АМС) «Венера-5» була створена на Машинобудівному заводі імені С. А. Лавочкіна.
Конструкція АМС «Венера-5» була аналогічна конструкції АМС «Венера-4», суттєвих змін зазнав тільки апарат приземлення.
При створенні «Венери-5» були враховані параметри атмосфери планети Венера, які були отримані під час космічної експедиції міжпланетної станції «Венери-4». Апарат приземлення розраховувався на роботу при температурі 290 °C і тиску до 25 атмосфер.
Було зменшено площу парашута гальмування до 1,9 м² і основного парашута до 12 м². Термостійка тканина парашута була розрахована на роботу при температурі понад 500 °C.

## Перебіг космічної експедиції
Автоматична станція «Венера-5» стартувала в парі з «Венера-6». «Венера-5» стартувала на п'ять діб раніше «Венери-6». Планету Венера станція «Венера-5» досягла на одну добу раніше станції «Венера-6».
«Венера-5» була запущена з космодрому Байконур 5 січня 1969 року 9 годин 28 хвилин київського часу.
14 березня 1969 року було зроблено корекцію траєкторії польоту станції, яка знаходилася на відстані 15,525 млн км від Землі.
16 травня 1969 року, за 131 добу після старту, станція «Венера-5» досягла планети Венера. Вхід в атмосферу планети Венера пройшов з нічного боку. Після відокремлення апарата приземлення був розкритий парашут. Під час спуску, який відбувався 52,5 хвилини, радіовисотомір передав три значення висоти над поверхнею: 40,4, 31,9 і 23,8 км.
Під час спуску проводилися виміри температури, тиску, освітлення та хімічного складу атмосфери планети Венера. Діапазон виміру температури становив від 25 до 320 °C, а тиску від 0,5 до 27 атмосфер, діапазон висоти від 55 до 18 км.
Двічі аналізувався склад атмосфери. Перший раз аналіз складу атмосфери виконувався при тиску 0,6 атмосфери та температурі близько 25 °C. Другий раз — 5 атмосфер і 150 °C.
Апарат приземлення перестав передавати інформацію на Землю, коли тиск становив 27 атмосфер, що перевищило розрахункове значення для апарата у 25 атмосфер. Під час польоту було отримано нові дані про структуру потоків плазми сонячного вітру поблизу Венери. це сталося на висоті 18 км над поверхнею.
Аналіз складу атмосфери показав, що вона складається на 97 % із вуглекислого газу, 2 % азоту, не більш як 0,1 % кисню, і незначної кількості водяного пару.